# Komunistička partija Hrvatske
Komunistička partija Hrvatske osnovana je 1937. godine kao dio Komunističke partije Jugoslavije. Godine 1952. promijenila je naziv u Savez komunista Hrvatske.

## Osnivanje
S povratkom Josipa Broza iz emigracije u Moskvi - gdje radi i školuje se pri Kominterni, međunarodnoj organizaciji putem koje je Komunistička partija Sovjetskog Saveza kontrolirala druge komunističke organizacije u svijetu - započinje rad na stvaranju Komunističke partije Hrvatske. 14. travnja 1937.
Kominterna je prepoznavala mogućnost da dođe do raspada dvadesetak godina stare i vrlo nestabilne Kraljevine Jugoslavije, za što se htjela pripremiti organiziranjem Komunističke partije Hrvatske i Komunističke partije Slovenije.
Broz u svom izvještaju o položaju KPJ u zemlji daje prikaz stanja u Hrvatskoj. U njemu on osobito ističe da je zagrebačku partijsku organizaciju koju je našao u vrlo lošem stanju, zbog udaraca dobivenih u brojnim provalama u partijske urede.
Nakon toga on oblikuje grupu koja preuzima rad oko pripreme osnivačkog kongresa u KPH. Osnivački kongres (»krnji kongres«) održan je u noći između 1. i 2. kolovoza 1937. u Anindolu kraj Samobora. Bilo je nazočno između 16 i 19 delegata koji su predstavljali partijske organizacije iz šireg područja Osijeka, Splita, Siska, Sušaka, Varaždina i Zagreba, a referat je podnio Josip Broz te je istakao da se KPJ zauzimala ne samo za radnička prava, nego i za nacionalnu slobodu. Rad Osnivačkog kongresa ograničio se na analizu tadašnje situacije partijskih organa u Hrvatskoj i smjernice budućeg rada na izgradnji KPH. Na kongresu je izabran i Centralni komitet (izvorno Glavni odbor Komunističke stranke Hrvatske). U njega je ušlo 12 članova: Đuro Špoljarić – sekretar (hrv. tajnik), Pavle Gregorić, Andrija Žaja, Josip Kraš, Božidar Adžija, Anka Butorac, Ivan Dujmić (jedini iz Hrvatskoga primorja), Marko Orešković, Drago Petrović, Vlado Janić Capo, Vicko Jelaska (PK KPJ za Dalmaciju) i Lovro Kurir. U samim počecima službeni je naziv stranke bio Komunistička stranka Hrvatske, no ubrzo je riječ „stranka“ zamijenjena riječju „partija.“
Delegati su bili: Božidar Adžija, Josip Broz, Anka Butorac, Ivan Dujmić, Pavle Gregorić Brzi, Vlado Janić Capo, Vicko Jelaska, Rade Končar, Josip Kraš, Lovro Kurir, Marko Orešković, Drago Petrović, Stevo Rukavina, Rudi Šimić i Andrija Žaja.

## Do Drugoga svjetskog rata
Glavni odbor Komunističke stranke Hrvatske traži stvaranje Narodne fronte za slobodu i demokraciju. Prvi značajniji potez KPH bilo je osnivanje Narodne fronte, koja je trebala predstavljati široki narodni pokret. Ubrzo će međutim doći do sukoba unutar vodstva KPH i to poglavito s obzirom na odnos prema Hrvatskoj seljačkoj stranci čiji je utjecaj u narodu sve više jačao. Usto, napravljeno je više ozbiljnijih propusta u reagiranju na važne političke događaje u zemlji, poput neizlaska na izbore za skupštinu 1938. U jesen 1939. započinje stoga reorganizacija KPH, a utjecaj komunista raste u Hrvatskoj, zbog čega onda ban Banovine Hrvatske, uz podršku HSS-a, zabranjuje rad svim organizacijama koje je kontrolirala KPH, a njihova se novinska izdanja strogo nadziru i cenzuriraju. Narodna fronta otada svaki važniji događaj u političkom životu prati organiziranjem demonstracija. U kolovozu 1940. održana je Prva zemaljska konferencija KPH, na kojoj je KPH ocijenjena kao najbrojnija partijska organizacija u Kraljevini Jugoslaviji.
1940. KPH još zastupa "pacifističku liniju" - u situaciji kada je komunistički Sovjetski Savez slijedom Pakta Ribbentropp-Molotov u savezništvu s nacističkom Njemačkom redom osvajao područja zemalja istoka Europe i na taj način širio komunizam. Glavni sekretar KPH Rade Končar s dijelom rukovodstva Partije sklanja se u Split koji je priključen Kraljevini Italiji, gdje pod budnim okom talijanskih policijskih vlasti može pripremati akcije radi destabilizacije ustaškog režima koji na iznimno agresivan način provodi ekstremne protužidovske, proturomske i protusrpske mjere u NDH pod njemačkim pokroviteljstvom: izgleda da su talijanske vlasti vidjele u komunistima (još) jedan faktor koji je mogao oslabiti poziciju ustaških vlasti koje nisu Kraljevini Italiji htjele predati baš sva hrvatska područja uz Jadran koja je Italija zahtijevala nakon sloma Jugoslavije.
Nakon odluke jugoslavenskog režima da pristupi Trojnom savezu KPH nije ni na koji način sudjelovala u aktivnostima protivnika približavanja Njemačkoj - koji su mahom bili vezani uz Britanske interese, na način sličan vezanosti KPH uz interese tadašnjeg njemačkog saveznika Sovjetskog Saveza. U državnom udaru od 27. ožujka 1941. god. komunisti nisu sudjelovali ni na kakav način. Odmah nakon iznenadnog napada Njemačke na Sovjetski Savez, hrvatski su komunisti i bez formalne odluke Partije 22. lipnja 1941. osnovali Prvi sisački partizanski odred (vidi: Dan antifašističke borbe). Vodeća je bila uloga KPH i Narodne fronte u kasnijem oružanom otporu, kao i prilikom uspostavljanja Zemaljskoga antifašističkoga vijeće narodnoga oslobođenja Hrvatske.

## Nakon Drugoga svjetskog rata
Nakon oslobođenja zemlje od njemačke okupacije KPH, kao dio KPJ, preuzima vlast u Hrvatskoj i nakon - provođenja revolucionarnog terora - zavodi komunističku totalitarnu vladavinu. Nakon razlaza Tita i Staljina 1948. godine sa zidova školskih učionica i drugih javnih prostor skidaju se Staljinove slike, a među članovima KPH provodi se "čistka" u kojoj mnogo članova KPH završava u logoru na Golom otoku; komunistički režim u Jugoslaviji opstaje zahvaljujući znatnoj gospodarskoj, humanitarnoj i vojnoj pomoći SAD i Velike Britanije. Godine 1952. KPH mijenja ime u Savez komunista Hrvatske; te nastavlja čvrsto vladati Socijalističkom Republikom Hrvatskom koja se - doduše ne jednakom brzinom kao europske zemlje koje nisu pod komunističkom vladavinom - znatno industrijalizira i modernizira. 1971. godine vodstvo SKH kojem je na čelu Savka Dabčević-Kučar nastoji liberalizirati vladavinu uz veće uvažavanje hrvatskog nacionalnog interesa, ali to tzv. Hrvatsko proljeće biva vrlo grubo slomljeno i vlast u Hrvatskoj preuzimaju antihrvatski elementi u redovima SKH. Nakon demokratskih promjena početkom 1990.-ih godina djeluje pod imenom "Socijaldemokratska partija Hrvatske", te je do sada u dva mandata predvodila vladajuću većinu u Hrvatskom saboru i Vladi Republike Hrvatske.

## Čelnici kroz povijest
- Đuro Špoljarić, (1937. – 1939.)[3]
- Rade Končar, (1940. – 1941.)
- Vlado Popović, (1941. – 1942.)[4][5][6]
- Andrija Hebrang, (1942. – 1944.)
- Vladimir Bakarić, (1944. – 1969.)
- Savka Dabčević-Kučar, (1969. – 1971.)
- Milka Planinc, (1971. – 1982.)
- Jure Bilić, (1982. – 1983.)
- Josip Vrhovec, (1983. – 1984.)
- Mika Špiljak, (1984. – 1986.)
- Stanko Stojčević, (1986. – 1989.)
- Ivica Račan, (1989. – 1990.)

## Nasljedstvo
Pred prvih slobodnih izbora 1990. mijenja ime u Savez komunista Hrvatske - Stranka demokratskih promjena. Koristi kraticu SDP. Kasnije mijenja ime u Socijaldemokratska partija Hrvatske, koje i danas nosi.
SDP je u posjedu cjelokupnoga arhivskoga gradiva iz vremena kada je vladao Socijalističkom Republikom Hrvatskom, te je za sada (2014. godine) pristup tom gradivu moguć samo uz odobrenje SDP-a. U lipnju 2014. godine dr. sc. Ivica Lučić s Hrvatskog instituta za povijest optužuje vrh SDP da pristup dozvoljava samo svojim pristalicama, koji potom prezentiraju samo informacije koje u boljem svjetlu prikazuju djelovanje komunističke partije: "Za neke neovisne, kritične istraživače nema uopće govora da će doći do takvog gradiva, čak niti gradivo nekadašnjih Komiteta za općenarodnu obranu i društvenu samozaštitu koji nisu bili partijska institucija, nego državna, ali i to gradivo smješteno je unutar partijskog i morate i zato tražiti dopuštenje SDP-a". Inače je izučavanje povijesti u razdoblju od drugog svjetskog rata pa do kraja komunističke vladavine praktično nemoguće bez pravilnog valoriziranja činjenica o radu tijela Partije - jer je državna vlast u tadašnjem jednostranačkom sustavu bespogovorno provodila odluke Partije, te se upravo o najvažnijim stvarima na sjednicama državnih tijela najmanje raspravljalo; rasprave su se o takvim stvarima vodile upravo na partijskim forumima.
Godine 2006. u Vukovaru je ponovno osnovana stranka koja nosi naziv Komunistička partija Hrvatske i koja nema nikakve veze sa SDP-om.[nedostaje izvor]

## Poveznice
- Savez komunista Jugoslavije
- Socijaldemokratska partija Hrvatske
- Socijalistička radnička partija Hrvatske

## Vanjske poveznice
- Proglas Komunističke stranke Hrvatske prigodom njezinoga osnivanja, 1937.